# Babylonische cijfers
De Babyloniërs gebruikten een zestigtallig (sexigesimaal) stelsel, een positiestelsel geleend van de Sumeriërs. Het sexagesimale stelsel wordt nog steeds gebruikt, bijvoorbeeld bij hoeken, die gemeten worden in graden, in de goniometrie en in de tijd.
Een vaak gegeven verklaring voor de keuze van zestig als basis is het hoge aantal delers: zestig is een hogelijk samengesteld getal. Daardoor levert een deling niet snel een repeterende breuk op.

## Cijfers
De cijfers werden geschreven in spijkerschrift en worden gevormd door een additief tientallig stelsel met twee symbolen: een spijkervoor 1 en een staande wigvoor 10. Om te schrijven werd met riet in een zacht kleitablet gekrast, dat daarna in de zon te drogen werd gelegd om het schrift bestendig te maken.
|  |
De cijfers 1 t/m 59 werden dus geschreven met een eventueel symbool voor 1 t/m 5 tientallen, gevolgd door een eventueel symbool voor 1 t/m 9 eenheden.

## Notatie
Gehele getallen en deelgetallen werden identiek geschreven - een komma werd niet geschreven, maar duidelijk gemaakt in de verdere context. Er was geen cijfer 0, zodat een met dit systeem genoteerd getal verschillende waarden kon hebben, de juiste waarde moest dan weer uit de context worden opgemaakt. Zo kan 11 in dit systeem bijvoorbeeld 61 (1×60 + 1) maar ook 3660 (1×60² + 1×60) betekenen. Het is in principe mogelijk om een nul door een open plaats weer te geven en er zijn aanwijzingen dat dat inderdaad werd gedaan. Een dergelijke notatie leidt echter tot verkeerde interpretaties wanneer de lezer over de lege plek heen leest.